# Bogádmindszent
Bogádmindszent je selo na krajnjem jugu Republike Mađarske.
Zauzima površinu od 11,58 km četvornih.

## Zemljopisni položaj
Nalazi se na 45° 54' 25" sjeverne zemljopisne širine i 18° 2' 26" istočne zemljopisne dužine, 12,5 km sjeverno-sjeveroistočno od Drave, granice s Hrvatskom, odnosno s Podravskom Slatinom. Páprád je 1,5 km jugozapadno, Bešenca je 5 km zapadno, Gilvánfa je 5 km zapadno-sjeverozapadno, Magyartelek je 5 km, a Ózdfalu 5 km sjeverozapadno, Tišnja je 3,5 km sjeverno, Tengerin je 3 km sjeveroistočno, Edsemartin je 1,5 km istočno, Korša je 4,5 km jugoistočno, Sámod je 4,5 km, a Idvik 5 km južno, a Vajslovo je 6 km jugozapadno.

## Upravna organizacija
Upravno pripada Šeljinskoj mikroregiji u Baranjskoj županiji. Poštanski broj je 7836. 
Selo je nastalo spajanjem sela Czinderybogáda i Újmindszenta 1935. godine.

## Stanovništvo
Bogádmindszent ima 438 stanovnika (2001.). Mađari su većina, a Romi, koji u selu imaju manjinsku samoupravu, čine više od 6%. Skoro trećina sela se nije željela nacionalno izjasniti. Više od pola stanovnika su rimokatolici, 8% je kalvinista, par postotaka grkokatolika, a više od četvrtine sela nije željelo se vjerski izjasniti. 

## Vanjske poveznice
- (mađ.) Bogádmindszent a Vendégvárón[neaktivna poveznica]

- Bogádmindszent na fallingrain.com